# رایشس‌گائو دانتسیگ-پروس باختری
رایشس‌گائو دانتسیگ-پروس باختری (به آلمانی: Reichsgau Danzig-Westpreussen) زیربخشی اداری متعلق به آلمان نازی بود که در ۸ اکتبر ۱۹۳۹ از قلمروهای ضمیمه‌شده به خاک آلمان مربوط به ایالت آزاد دانتسیگ، استان پومرانی (کریدور لهستان) و گائو پروس خاوری ایجاد شد.
پیش از ۲ نوامبر ۱۹۳۹، این رایخس‌گائو با عنوان «رایشس‌گائو پروس باختری» نامیده می‌شد. اگرچه این نام شبیه نام استان پروس باختری در استان‌های پروس پیش از ۱۹۲۰ بود، اما این دو سرزمین یکی نبودند. برخلاف استان پروس پیشین، رایخس‌گائو شامل منطقه برومبرگ (بیدگوشچ) در جنوب بود ولی شامل منطقه دویچ-کرونه (واوچ) در غرب نمی‌شد.
مرکز این استان، دانتسیگ (گدانسک) بود و جمعیت آن بدون محاسبه جمعیت آن شهر (در سال ۱۹۳۹) یک میلیون و ۴۸۷ هزار و ۴۵۲ نفر بود. مساحت استان ۲۶٫۰۵۶ کیلومتر مربع بود که ۲۱٬۲۳۷ کیلومتر مربع آن ضمیمه‌شده از خاک دانتسیگ و پومرانی بود. در طول عمر کوتاه این رایخس‌گائو، لهستانی‌ها و یهودیان در آن منطقه توسط آلمان نازی پاکسازی شدند.